# Ouani
Ouani je grad na otoku Anjouan na Komorima. Ima oko 10 000 stanovnika. To je 8 po veličini grad na Komorima i 6. na Anjouanu.